# Charlottenburg-Nord
Charlottenburg-Nord är en stadsdel (Ortsteil) i stadsdelsområdet Charlottenburg-Wilmersdorf i västra Berlin. Stadsdelen har 18 587 invånare (år 2014).

## Geografi
Stadsdelen är belägen mellan de västra delarna av Berlins innerstad och Berlin-Tegels flygplats. Geografiskt avgränsas den i norr och öster av Berlin-Spandauer Schifffahrtskanal, i söder av Spree och Westhafenkanalen och i väster av gränsen mot stadsdelen Siemensstadt. I nordvästra delen av området ligger parken Jungfernheide.

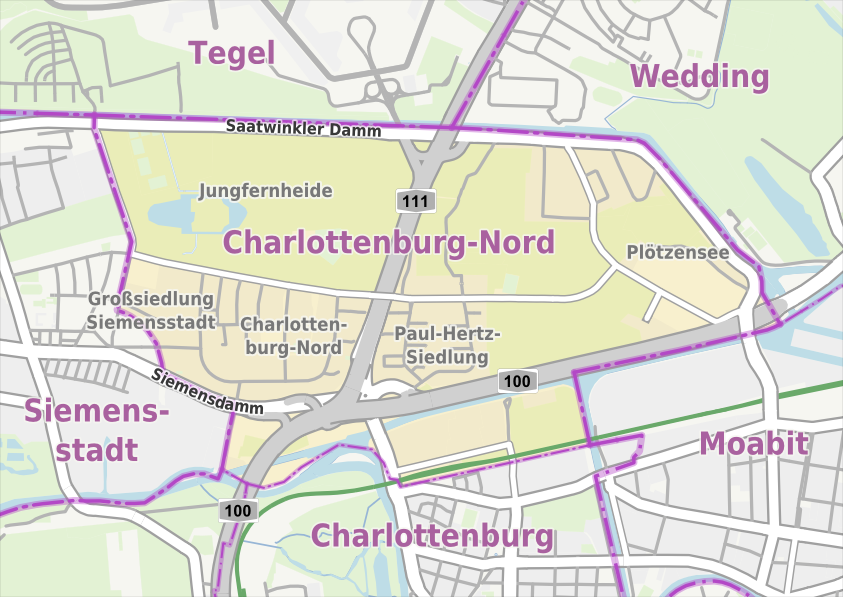
Karta över Charlottenburg-Nord.

## Historia
Skogen Jungfernheide användes fram till 1800-talet som kunglig jaktmark, och kom under 1800-talet att användas som militär övningsplats. På 1920-talet anlades en stadspark här för den växande stadsdelen Charlottenburg.
I östra änden av stadsdelen ligger Plötzenseefängelset, som användes för avrättning av oppositionella under Nazityskland fram till 1945.
Området bebyggdes till större delen först under efterkrigstiden, efter att de stora genomfartsgatorna anlagts i början av 1950-talet. Bidragande orsaker till detta var stadsdelens isolerade läge på en halvö mellan två kanaler och de dåliga markförhållandena. Många gator i området gavs namn efter motståndskämpar under nazistdiktaturen, varav ett stort antal hade fängslats och avrättats i Plötzenseefängelset.
Stadsdelen skapades som administrativt område 2004, då den knoppades av från stadsdelen Charlottenburg.

## Kultur och sevärdheter
I stadsdelen ligger bland annat parken Jungfernheide, Plötzenseefängelset, med ett museum och en minnesplats över avrättade oppositionella under Nazityskland, och de östra delarna av det världsarvsmärkta bostadsområdet Grosssiedlung Siemensstadt.